# USS 호넷 (CV-8)
USS 호넷 (CV-8)(영어: USS Hornet)은 미 해군의 항공모함이다. 요크타운급 항공모함의 3번함으로 건조되었는데, 워싱턴 군축 조약의 배수량 제한 때문에 USS 요크타운과 USS 엔터프라이즈보다 조금 늦게 건조되었다. 2차 세계대전 초기, 일본의 도쿄를 기습 공격하여 혼란을 준 둘리틀 특공대와 작전에 사용된 B-25 미첼 중폭격기들을 이함시키기도 하였다. 또한 전쟁의 주도권을 결정지은 전투인 미드웨이 해전에도 참전했다. 산타 크루즈 해전에서 일본의 급강하 폭격기(dive bomber)의 공격을 받아 침몰했다. 같이 전투에 참가한 USS 엔터프라이즈는 스콜이 발생하여 피해를 면하였다. 이 전투에서 구축함 포터는 일본군 잠수함 I-21에서 발사된 어뢰를 맞고 격침되었다. 일본군은 원래 호넷을 노획하려 하였으나 손상이 심하여 뇌격으로 처리하였다. 방뢰능력이 약한 요크타운급임에도 불구하고 가라앉기 까지는 오랜 시간이 걸렸다고 한다.

## 건조 및 시운전
워싱턴 해군 조약과 그 이후의 런던 조약에 포함된 항공모함 총톤수 제한 때문에, 미국은 요크타운급 항공모함 2척을 건조하고 나머지 할당된 톤수를 같은 디자인의 더 작은 수정된 버전에 사용할 계획이었는데, 결국 와스프가 되었다. 유럽에서 전쟁이 다가오고 일본과 이탈리아가 해군 제한 조약을 거부하면서, 해군 총사령부는 요크타운 디자인의 세 번째 항공모함을 즉시 폐기하기로 결정했고, 뒤이어 에식스급 항공모함 (CV-9)의 첫 번째 항공모함을 폐기하기로 결정했다. 그 디자인이 완성되었을 때, 의회의 승인은 1938년의 해군 확장법으로 이루어졌다.
호넷은 수로에서 770 피트 (235 m)의 길이와 전체적으로 824 피트 9 인치 (251.38 m)의 길이를 가지고 있었다. 그녀는 수로에서 83 피트 3 인치 (25.37 m)의 빔을 가지고 있었고, 전체적으로 114 피트 (35 m)의 빔을 가지고 있었고, 설계된 대로 24 피트 4 인치 (7.42 m)의 드래프트와 최대 하중에서 28 피트 (8.5 m)의 드래프트를 가지고 있었다. 그녀는 표준 하중에서 20,000톤 (20,000 t), 최대 하중에서 25,500톤 (25,900 t)을 교체했다. 호넷는 86 명의 장교와 1,280 명의 남자로 구성된 배의 승무원과 141 명의 장교와 710 명의 남자로 구성된 병력 보충대를 위해 설계되었다.
호넷는 9개의 Babcock & Wilcox 보일러를 통해 400psi (2,800kPa)의 증기와 648 °F (342 °C)의 증기를 각각의 프로펠러를 구동하는 4개의 Parsons Marine 기어드 증기 터빈에 공급했다. 그 터빈들은 총 120,000 마력의 (89,000kW)을 생산하도록 설계되어 15노트 (17mph; 28km/h)의 속도로 12,000해리 (14,000마일; 22,000km)의 범위를 제공했다. 호넷는 4,280톤 (4,350t)의 연료유와 178,000 미국 갤런 (67만L)의 Avgas를 운반하도록 설계되었다. 호넷이 설계한 속도는 32.5노트 (60.2km/h; 37.4mph)였다. 해상 시험 동안, 호넷는 120,500shp (89,900kW)를 생산했고 33.85노트 (62.69km/h; 38.95mph)에 도달했다.
호넷은 쿼드마운트(4개의 함포가 함께 작동하는)에 8개의 5인치(127mm)/38구경 이중 목적포와 16개의 1.1인치(28mm)/75구경 대공포를 장착하고 있었다. 원래, 호넷는 24개의 M2 브라우닝 .50인치(12.7mm) 기관포를 가지고 있었지만, 1942년 1월에 이것들은 30개의 20mm 외리콘 대공포로 교체되었다. 이후에 1.1인치(28mm) 쿼드마운트가 호넷의 활에 추가되었고, 2개의 20mm 대공포가 추가되어 총 32개의 마운트가 추가되었다. 게다가, 호넷의 전시선 격납고 갑판 항공기 캐터펄트도 제거되었다. 1942년 6월, 미드웨이 해전 이후, 호넷은 새로운 CXAM 레이더를 삼각대 마스트 위에 설치했고, SC 레이더는 호넷의 메인 마스트로 재배치되었다. 호넷의 자매들과 달리, CXAM이 설치될 때 호넷의 삼각대 마스트와 신호 다리는 둘러싸여 있지 않아서, 세 척의 배 중에서 호넷을 독특하게 만들었다.
호넷은 18대의 전투기, 18대의 폭격기, 37대의 정찰기, 18대의 뇌격기, 6대의 실용 항공기로 구성된 항공모함 비행단을 수용하도록 설계되었다.
호넷은 1939년 9월 25일 버지니아주 뉴포트 뉴스의 뉴포트 뉴스 조선에 의해 건조되었고, 1940년 12월 14일 프랭크 M. 녹스 해군 장관의 부인인 애니 리드 녹스의 후원으로 진수되었다. 호넷는 1941년 10월 20일 마크 A. 미처 선장과 함께 노퍽 해군기지에서 취역했다.

## 실전
진주만 공격이 있기 전에, 호넷은 노퍽에서 훈련을 받았다. 미래의 임무에 대한 암시가 1942년 2월 2일, 호넷이 B-25 미첼 중형 폭격기 두 대를 갑판에 싣고 노퍽을 떠났을 때 일어났다. 바다에 도착하자마자, 그 비행기들은 호넷의 승무원들의 놀라움을 자아냈다. 호넷의 부하들은 이 실험의 의미를 알지 못했다. 호넷은 노퍽으로 돌아와, 전투를 위해 떠날 준비를 하고, 파나마 운하를 통해 3월 4일에 미국 서해안으로 항해했다.